# 清新週刊
清新週刊為香港早年一份娛樂雜誌，曾經被玉郎集團收購，由查小欣任總編輯。

## 歷史
玉郎集團1980年代高峰期曾出版21份刊物，1987年購入天天出版事業有限公司70%成股權和天天彩色印刷公司的全部股權，接手《天天日報》，並於該年收購《清新週刊》和《青春雜誌》。1995年年底香港報業界爆發減價戰，《電視日報》、《快報》、《香港聯合報》、《華南經濟新聞》等相繼結業，清新週刊亦於1996年1月6日停刊，裁員105人。
1. ↑  . 華僑日報 (香港). 1987年7月21日 –香港公共圖書館多媒體資訊系統 （中文（香港））.